# Заречная Слобода (Амурская область)
Заре́чная Слобода́ — село в Зейском районе Амурской области России. Входит в состав Сосновоборского сельсовета.
Село Заречная Слобода, как и Зейский район, приравнено к районам Крайнего Севера.

## География
Расположено на левом берегу реки Зея, напротив районного центра, города Зея. Автомобильное сообщение с городом осуществляется по мосту, расположенному выше по течению Зеи. Центр сельского поселения, село Сосновый Бор, расположено на правом берегу Зеи в 3 км юго-западнее районного центра (ниже по течению). На юг от села Заречная Слобода идёт дорога к селу Николаевка-2.

## Население
| 2002 | 2010 | 2012 | 2013 | 2014 | 2015 | 2016 |
| ---- | ---- | ---- | ---- | ---- | ---- | ---- |
| 689  | ↘638 | ↗657 | ↗701 | ↘682 | ↗691 | ↘678 |
| 2017 | 2018 |      |      |      |      |      |
| ↘657 | ↘653 |      |      |      |      |      |

## Улицы
| - ул. Берёзовая, - ул. Комсомольская, - ул. Лесная, - ул. Набережная, - ул. Новая, | - ул. Полевая, - ул. Садовая, - ул. Советская, - ул. Трудовая, - ул. Школьная. |